# Lennart Johansson

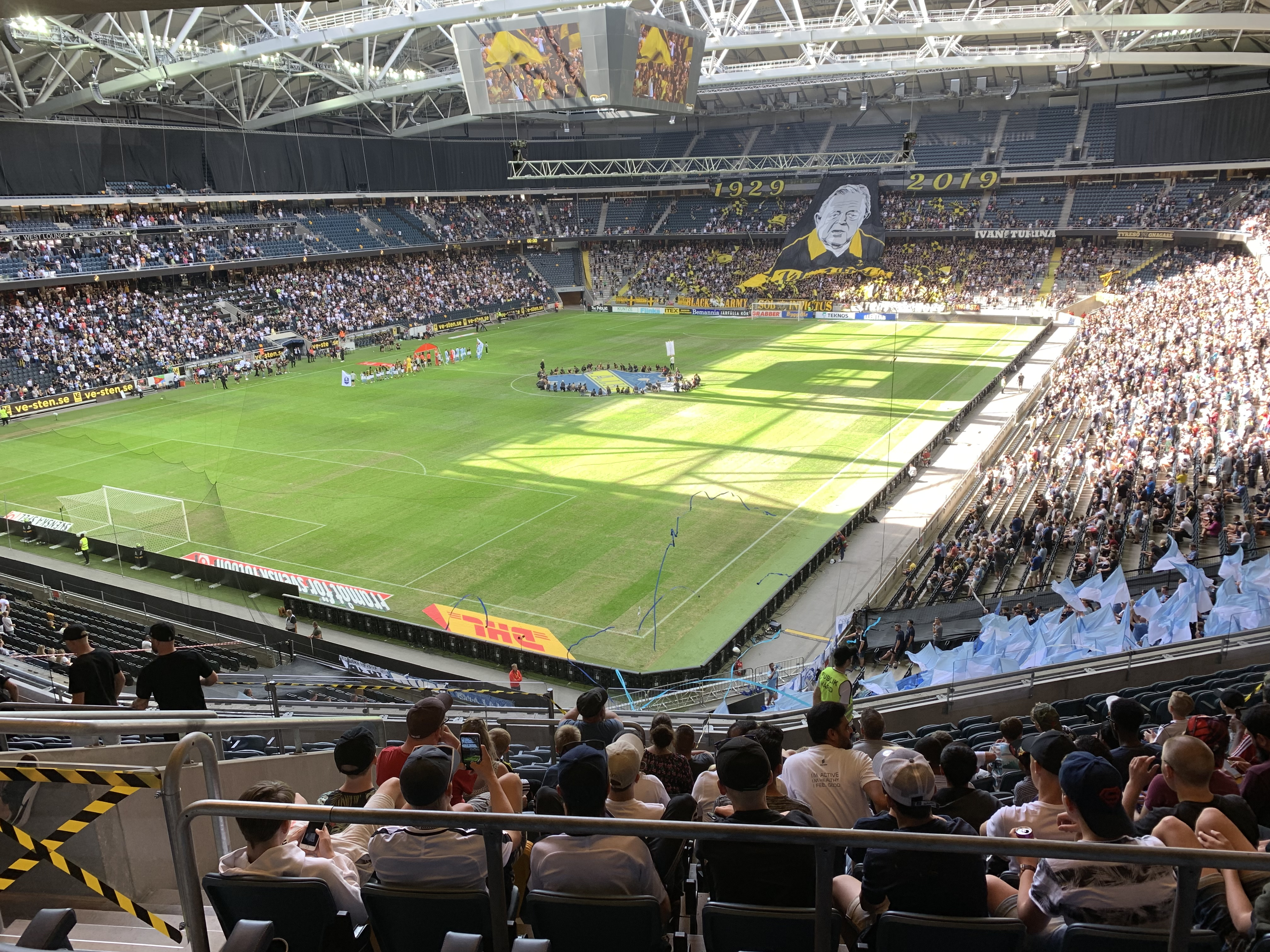
Tributo a Lennart Johansson en el Friends Arena de Estocolmo.

Lennart Johansson (Bromma, Estocolmo, 5 de noviembre de 1929-4 de junio de 2019) fue un dirigente deportivo sueco. Presidente de la UEFA desde 1990 hasta 2007, y vicepresidente del Comité Ejecutivo de la FIFA. En 1998 fue candidato para suceder al brasileño João Havelange como presidente de la organización, pero fue derrotado por Joseph Blatter.

## Biografía
Tras una breve y discreta carrera como futbolista, Lennart Johansson fue presidente del club de fútbol sueco AIK entre 1964 y 1984 y posteriormente presidió la Federación Sueca de Fútbol, entre 1984 y 1991.
El 19 de abril de 1990, en el Congreso Ordinario de la UEFA celebrado en Malta, Johansson fue elegido presidente del organismo europeo tras superar en las votaciones al suizo Freddy Rumo por 20 votos a 15. Fue reelegido para el cargo cuatro años después, en el congreso de Viena, nuevamente el 30 de abril de 1998, en el congreso de Dublín y una tercera vez el 25 de abril de 2002 en Estocolmo, en todas las ocasiones siendo el único candidato. Aunque inicialmente hizo pública su voluntad de abandonar el cargo al final de ese cuarto mandato, en 2006 anunció su intención de presentarse nuevamente a la reelección. Finalmente, fue superado por Michel Platini en las elecciones celebradas en el congreso del 26 de enero de 2007 en Düsseldorf, por 27 votos a 23.
Durante su mandato al frente de la UEFA, la confederación europea vivió un importante crecimiento con la incorporación de 21 nuevos asociados, en su mayoría estados de la Europa del Este surgidos tras el comunismo. Ello comportó también el traslado a una nueva sede en la ciudad suiza de Nyon, inaugurada en 1995.
También durante el mandato de Johansson se introdujeron importantes cambios en los campeonatos europeos de clubes, con la creación de la Liga de Campeones de la UEFA, la desaparición de la Recopa, el nuevo formato de la Copa de la UEFA y la proyección de la Copa Intertoto.
Falleció el 4 de junio de 2019 a los 89 años después de una corta enfermedad.